# F.C. De Kampioenen seizoen 1
Reeks 1 van F.C. De Kampioenen werd voor de eerste keer uitgezonden tussen 6 oktober 1990 en 29 december 1990. De reeks telt 13 afleveringen.

## Overzicht
| Nr. serie | Nr. reeks | Titel van aflevering       | Scenarist(en)                  | Uitzenddatum     |  |
| --- | --------- | -------------------------- | ------------------------------ | ---------------- |  |
| 1 | 1         | De nieuwe truitjes         | Willy Van Poucke               | 6 oktober 1990   |  |
| We maken kennis met voetbalploeg F.C. De Kampioenen en hun buurman en tevens vijand, de garagist Dimitri De Tremmerie (DDT). Wanneer er opnieuw een ruit gesneuveld is, besluit DDT om wraak te nemen. Met nagebootste stem van Pico telefoneert hij naar de tegenstander met de melding dat de wedstrijd niet doorgaat wegens de zogezegd slechte staat van het voetbalveld. Boma heeft ondertussen de pers uitgenodigd, want hij heeft nieuwe truitjes voor de Kampioenen gekocht. Wanneer blijkt dat er niet gespeeld wordt, omdat de tegenstander heeft afgezegd, nodigt Boma de pers uit in DDT zijn garage. Hier staat namelijk een busje dat hij aan de Kampioenen wil geven. Dit geeft problemen voor DDT, omdat de tegenstanders ook bij hem een busje besteld hadden. |           |                            |                                |                  |  |
| 2 | 2         | Koopjes                    | Willy Van Poucke               | 13 oktober 1990  |  |
| Pascale koopt, zonder dat Oscar het weet, een antieke kast. Oscar koopt, zonder dat Pascale het weet, een videocamera. Wanneer de kast arriveert verkoopt Pico, zonder het te beseffen, deze aan DDT voor een spotprijs. Xavier, die in het leger werkt, leent een jeep van het leger om de doelen recht te trekken. Als het hele gedoe rond de kast aan het licht komt, eindigt de jeep tijdelijk in DDT zijn garage. Hierdoor krijgt DDT problemen met de militaire politie. |           |                            |                                |                  |  |
| 3 | 3         | Vogelvrij                  | Peter Cnop en Frank Van Laecke | 20 oktober 1990  |  |
| Doortje en Pico hebben ruzie over Pico's bijverdienste: het herstellen van tv's. Pico steekt namelijk te veel tijd in het voetbal, waardoor zijn bestellingen vaak blijven liggen. Doortje moet dan de ontevreden klanten opvangen, omdat Pico er niet is. Tevens hebben Carmen en Xavier ruzie, omdat Xavier alweer gezakt is voor zijn bevorderingsexamen bij het leger. Pico en Xavier besluiten samen iets te drinken in het café om te ontsnappen aan hun boze vrouwen. Vanuit het café zien ze dat DDT een groot reclamebord voor zijn garage langs het veld plaatst. |           |                            |                                |                  |  |
| 4 | 4         | Het record                 | Frank Van Laecke               | 27 oktober 1990  |  |
| Oscar betrapt Boma wanneer hij Pascale probeert te verleiden. Oscar wordt razend en zegt dat hij en de ploeg Boma en zijn geld niet nodig hebben. Om dit te bewijzen laat hij Pico een poging doen om het plaatselijk fietsrecord te verbeteren. Boma vraagt tevergeefs aan DDT om de recordpoging te saboteren. Tevens loopt Marcs reportage op Radio Hallo verkeerd af. |           |                            |                                |                  |  |
| 5 | 5         | Doortje                    | Peter Cnop                     | 3 november 1990  |  |
| Xavier heeft voor de Kampioenen een wedstrijd geregeld tegen een ploeg van het leger. Pico arriveert echter in vuile kleren, omdat Doortje weigert zijn voetbalspullen te wassen. DDT zoekt tegelijkertijd iemand voor de job van de secretaresse. Carmen en Pascale moedigen Doortje aan die job te nemen, aangezien vrouwen volgens hen veel zelfstandiger horen te zijn. |           |                            |                                |                  |  |
| 6 | 6         | Transfer                   | René Swartenbroekx             | 10 november 1990 |  |
| Pico kan een contract tekenen bij een ploeg uit eerste provinciale. Boma is aan het onderhandelen met hun manager, maar Oscar is tegen de transfer; hij beschouwt Pico als essentieel voor de ploeg. Bieke hoort een deel van het gesprek en vertelt de rest van de ploeg over de transfer. De manager moet een andere speler in ruil geven voor Pico. Pascale ziet ondertussen de nieuwe speler steeds meer als de ideale man voor haar dochter Bieke. |           |                            |                                |                  |  |
| 7 | 7         | Carmens wasmachine         | Peter Cnop en Frank Van Laecke | 17 november 1990 |  |
| De wasmachine van Carmen gaat stuk bij het wassen van de voetbaltruitjes. Er is echter geen geld voor een nieuwe en Oscar moet hem repareren. Xavier moet van Carmen zorgen voor een bijverdienste en gaat tijdelijk werken bij DDT. Hij vraagt wel om discretie, want hij wil liever niet dat de hele ploeg weet dat hij bij de vijandige buurman werkt. Oscar laat de wasmachine intussen herstellen bij DDT, waardoor Xavier zijn eigen wasmachine moet herstellen en er nog voor betaald wordt ook. Boma brengt een kapotte autoradio binnen bij Pico. Pico heeft hier echter geen tijd voor, dus brengt hij de radio naar DDT. Hierdoor komt Pico erachter dat Xavier nu bij DDT werkt.                                                                                    |           |                            |                                |                  |  |
| 8 | 8         | De ster                    | René Swartenbroekx             | 24 november 1990 |  |
| Bieke wordt uitgenodigd voor een optreden op de televisie. Boma besluit zijn sponsoring van F.C. De Kampioenen stop te zetten en zijn plannen voor een vrije televisie met dit geld uit te werken. Hiervoor huurt hij de garage van DDT. Alle spelers van F.C. De Kampioenen mogen solliciteren bij Boma's vrije televisie om geld te verdienen. |           |                            |                                |                  |  |
| 9 | 9         | Crisis                     | Frank Van Laecke               | 1 december 1990  |  |
| In de krant staat dat F.C. De Kampioenen niet in staat is om nog een match te winnen en dat de trainer Oscar hier niks aan kan veranderen. Marc neemt een interview af bij Boma die hierin zegt dat Oscar ontslagen zal worden indien ze hun volgende match niet winnen. Pascale voelt zich hierdoor vernederd. Ondertussen betrekken Doortje en Carmen Pascale bij hun plannen om hun mannen harder aan te pakken. De Kampioenen verliezen de volgende match en Oscar wordt ontslagen. Pascale trekt uit schaamte voor Oscar bij Boma in. |           |                            |                                |                  |  |
| 10 | 10        | Voetbalploeg zoekt trainer | Frank Van Laecke               | 8 december 1990  |  |
| Nu de Kampioenen geen trainer meer hebben, roept Boma ze samen bij Xavier thuis. Ze besluiten daar om op zoek te gaan naar een nieuwe trainer. Oscar is ondertussen depressief door zijn ontslag en het intrekken van Pascale bij Boma. Hij gaat op zoek naar een nieuwe ploeg om te trainen. Bieke verzint echter een list, waardoor de Kampioenen en Oscar terug samenwerken in een match. Ze winnen en Pascale trekt vervolgens terug in bij Oscar. Hij wordt opnieuw trainer van de ploeg en de ruzies worden bijgelegd. Boma's voorzitterschap heeft echter wat deuken opgelopen. |           |                            |                                |                  |  |
| 11 | 11        | Het geld of het veld       | Peter Cnop                     | 15 december 1990 |  |
| Carmen en Pico ontdekken dat Boma het veld wil verkopen. Carmen en Xavier gaan bij Pascale smeken om haar charmes te gebruiken op Boma, zodat hij het veld niet verkoopt. Pico weet niks van Carmens plannen af en organiseert intussen een betoging voor het veld en tegen Boma. Het grote probleem is echter dat Boma het veld al beloofd heeft aan DDT. |           |                            |                                |                  |  |
| 12 | 12        | Verkiezingen               | Frank Van Laecke               | 22 december 1990 |  |
| Pico voert aan dat Boma niet langer voorzitter kan blijven wegens alle negatieve dingen die hij heeft gedaan in de voorgaande afleveringen. Zowat iedereen is het ermee eens, dus worden er verkiezingen gehouden om een nieuwe voorzitter te kiezen. Pascale moedigt Oscar aan om mee te doen en Boma hoopt herverkozen te worden. Ondertussen vinden de vrouwen ongewone vuiligheid tussen de spelers hun was. Ze verdenken DDT en gaan hem om uitleg vragen. DDT blijkt bezoek te hebben van zijn uiterst strenge moeder. Wanneer zij hoort over de voorzittersverkiezing dwingt ze haar zoon om zich ook kandidaat te stellen. Uiteindelijk wint Oscar, maar hij draagt zijn macht over aan Boma.                                                                           |           |                            |                                |                  |  |
| 13 | 13        | Omkoopschandaal            | René Swartenbroekx             | 29 december 1990 |  |
| Carmen en Doortje willen nieuwe kleren kopen. Pico geeft Doortje ondertussen een voicerecorder voor haar werk bij DDT. Via deze voicerecorder komen ze erachter dat DDT en de Kampioenen betrokken zijn bij een omkoopschandaal. Hierdoor is er dus genoeg geld voor nieuwe kleren, maar het omkopen lukt niet echt meteen. |           |                            |                                |                  |  |

## Hoofdcast
- Marijn Devalck (Balthasar Boma)
- Loes Van den Heuvel (Carmen Waterslaeghers)
- Johny Voners (Xavier Waterslaeghers)
- Ann Tuts (Doortje Van Hoeck)
- Walter Michiels (Pico Coppens)
- An Swartenbroekx (Bieke Crucke) - 11 afleveringen
- Danni Heylen (Pascale De Backer)
- Carry Goossens (Oscar Crucke)
- Jacques Vermeire (Dimitri De Tremmerie)

## Vaste gastacteurs
(Personages die door de reeksen heen meerdere keren opduiken)
- Herman Verbruggen (Marc Vertongen)
- Greet Rouffaer (Marijke)
- Jenny Tanghe (Georgette "Ma DDT" Verreth)

## Scenario
Scenario:
- Willy Van Poucke
- Peter Cnop
- Frank Van Laecke
- René Swartenbroekx

Script-editing:
- Luc Beerten

## Regie
- Willy Vanduren

## Productie
- Bruno Raes